# Перелом шийки стегна

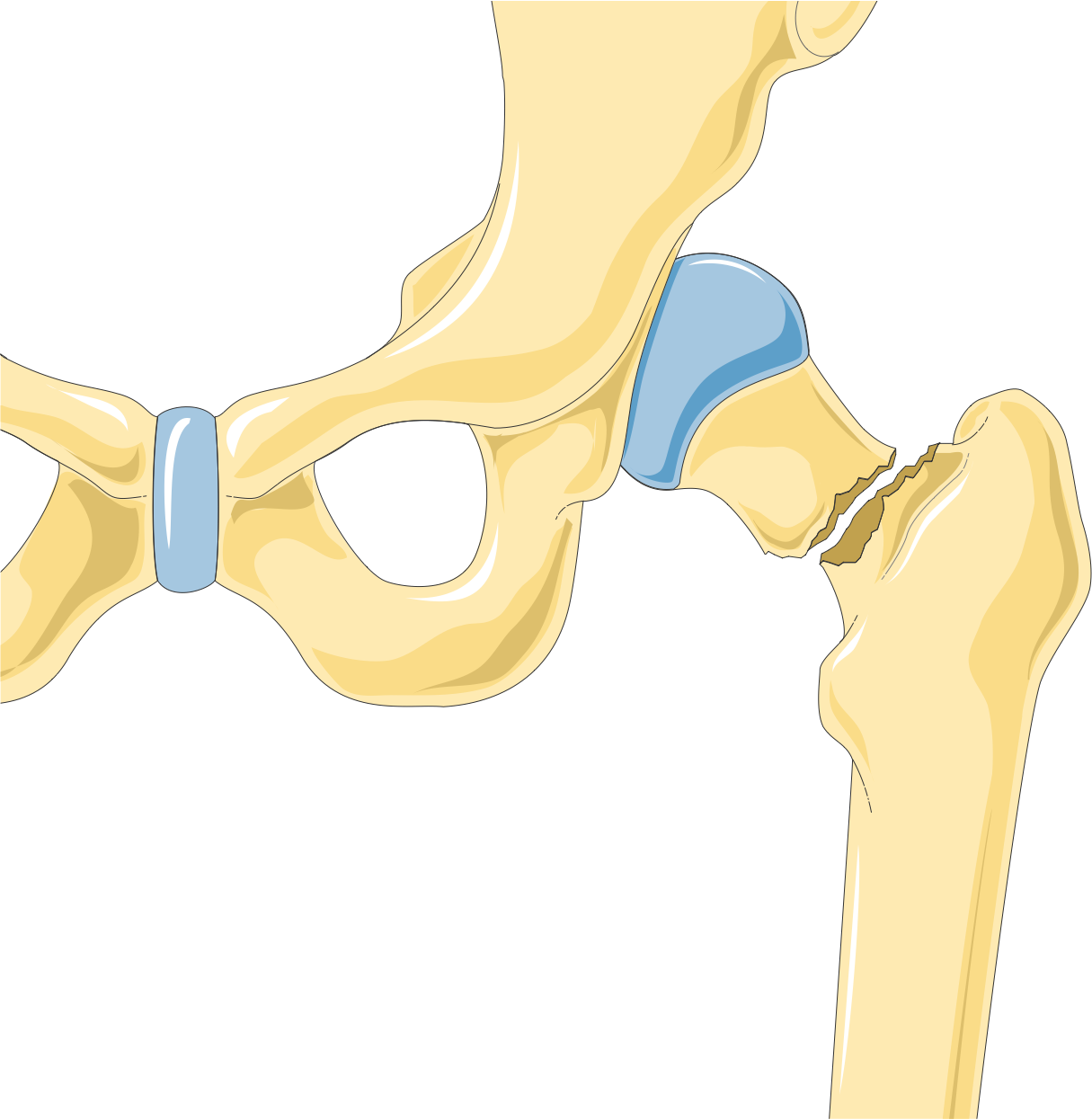
Перело шийки стегнової кістки

Перелом шийки стегна — перелом проксимального відділу стегнової кістки в ділянці шийки. Відноситься до внутрішньосуглобових переломів, оскільки лінія перелому знаходиться вище місця прикріплення капсули кульшового суглоба-лат. linea intertrochanterica.

## Соціальне значення
Переломи шийки стегнової кістки складають 6–8 % серед загальної кількості переломів скелета і до 68 % по відношенню до стегнової кістки. У 90 % випадків переломи виникають у пацієнтів похилого віку (після 65 років), у жінок в три рази частіше чоловіків. На превеликий жаль, навіть у розвинених країнах світу 30–50 % таких пацієнтів помирають упродовж першого року, що зумовлено ускладненнями від вимушеного лежачого положення та загостренням супутньої патології, насамперед з боку серцево-судинної та легеневої систем. Чинники даного перелому суттєво відрізняються у пацієнтів похилого віку та молодих. Якщо у перших, на фоні інволютивних змін, перелом може виникати після звичайного падіння на бік, то у молодих такі переломи відносяться до високоенергетичних травм. 

## Класифікація

Переломи проксимальної частини стегна

Переломи шийки стегнової кістки за локалізацією розподіляються на: 
- субкапітальні (лінія зламу проходить безпосередньо під головкою)
- трансцервікальні (через середину)
- базальні (лінія зламу в основі шийки).

Локалізація лінії перелому має значення для прогнозу лікування: чим ближче вона проходить біля головки стегнової кістки, тим менше шансів на збереження кровопостачання останньої. Головним джерелом збереженого кровопостачання зони перелому залишаються лише ретикулярні судини капсули, що не зменшує ризик асептичного некрозу головки та незрощення перелому. Іншими негативними факторами даних наслідків є: зміщення відламків, лише ендостальний шлях остеорепарації, лізуючий вплив синовіальної рідини на утворення кісткового регенерату.

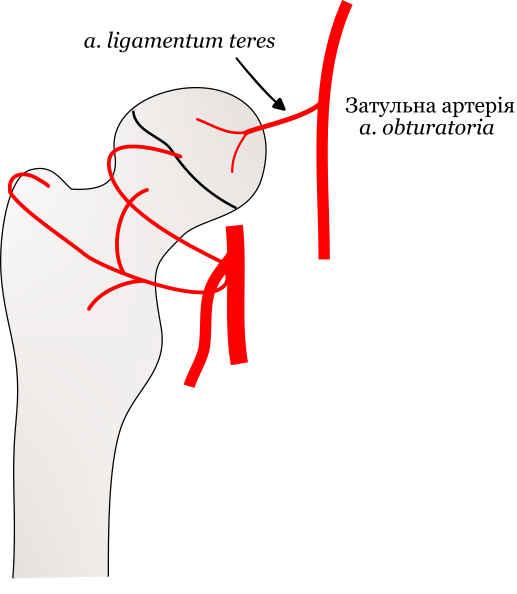
Кровопостачання головки стегна, яке порушується при переломах шийки стегна

Головка стегнової кістки кровопостачається з:
- внутрішньокісткових судин;
- артерії lig. teres (кровопостачає лише малий сегмент головки);
- ретикулярних судин капсули.

В залежності від зміни шийководіафізарного кута (ШДК — кут, утворений осями шийки та діафіза стегнової кістки, в середньому становить 127 °) переломи шийки поділяються на:
- аддукційні (варусні) — шийково-дiафiзарний кут зменшується
- абдукційні (вальгусні) — шийково-дiафiзарний кут збільшується (такі переломи можуть бути вклиненими)

Для визначення стабільності перелому важливим є кут лінії перелому. З цією метою використовується класифікація F. Pauwels: 
- I ступінь відповідає куту менше 30°
- II — куту від 30 до 50°
- III — куту більше 50°

Чим більший кут, тим більша вірогідність зміщення відламків і незрощення перелому.
Для визначення ступеня зміщення відламків використовується класифікація R. S. Garden (1961 р): 
- I — вклинений перелом
- II — перелом без зміщення
- III — перелом з незначним зміщенням
- IV — перелом зі значним зміщенням

### Класифікація АО/ASIF

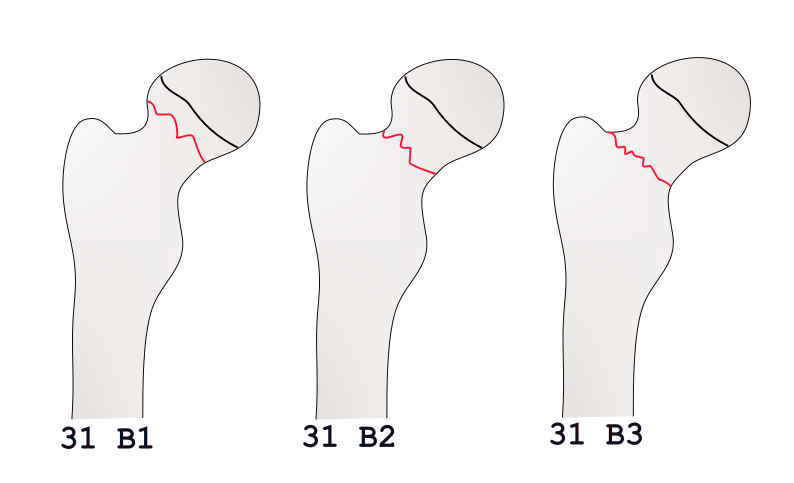
Переломи шийки стегна по АО

По класифікації АО/ASIF (АО/OTA), переломи шийки сетгнової кістки мають код 31В, в залежності від типу перелома додається відповідна цифра:
- 31В1 - підголовчатий перелом (субкапітальний)
- 31В2 - черезшиєчний перелом (трансцервікальний)
- 31В3 - перелом основи шийки

| Кістка              | Локалізація               | Тип                        | Група                        | Підгрупа                               | Кваліфікація                                               |
| ------------------- | ------------------------- | -------------------------- | ---------------------------- | -------------------------------------- | ---------------------------------------------------------- |
| 3 — стегнова кістка | 31 — проксимальний кінець | 31B — перелом шийки стегна | 31B1 — підголовчатий перелом | 31B1.1 — вальгусний вколочений перелом |                                                            |
| 3 — стегнова кістка | 31 — проксимальний кінець | 31B — перелом шийки стегна | 31B1 — підголовчатий перелом | 31B1.2 — без зміщення перелом          |                                                            |
| 3 — стегнова кістка | 31 — проксимальний кінець | 31B — перелом шийки стегна | 31B1 — підголовчатий перелом | 31B1.3 — перелом зі зміщенням          |                                                            |
| 3 — стегнова кістка | 31 — проксимальний кінець | 31B — перелом шийки стегна | 31B2 — черезшиєчний перелом  | 31B2.1 — простий перелом               | p-Pauwels 1 (<30°) q-Pauwels 2 (30–70°) r-Pauwels 3 (>70°) |
| 3 — стегнова кістка | 31 — проксимальний кінець | 31B — перелом шийки стегна | 31B2 — черезшиєчний перелом  | 31B2.2 — багатоуламковий перелом       | p-Pauwels 1 (<30°) q-Pauwels 2 (30–70°) r-Pauwels 3 (>70°) |
| 3 — стегнова кістка | 31 — проксимальний кінець | 31B — перелом шийки стегна | 31B2 — черезшиєчний перелом  | 31B2.3 — зсувний перелом               | p-Pauwels 1 (<30°) q-Pauwels 2 (30–70°) r-Pauwels 3 (>70°) |
| 3 — стегнова кістка | 31 — проксимальний кінець | 31B — перелом шийки стегна | 31B3 — перелом основи шийки  |                                        |                                                            |

## Клінічні ознаки

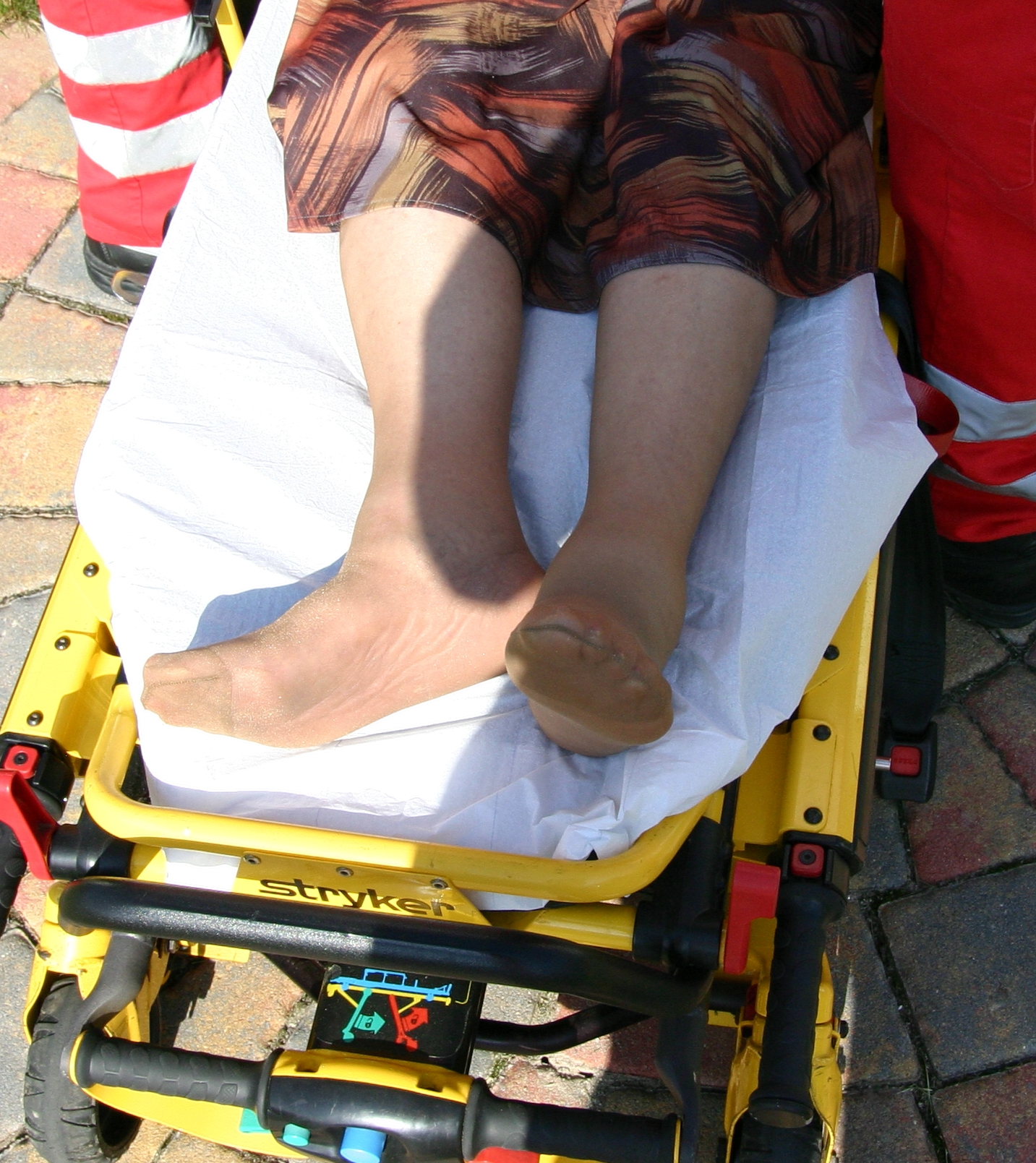
Вкорочення та зовнішня ротація кінцівки - одна з ознак перелома шийки стегна

Хворий скаржиться на біль в ділянці кульшового суглоба, який локалізується під пупартовою зв’язкою, втрату опороздатності кінцівки. Біль посилюється при пальпації. Кінцівка ротована назовні та вкорочена (має місце відносне вкорочення).
При спробі провести пасивні і активні рухи, а також при осьовому навантаженні (постукування по п’яті або по осі шийки) — біль різко посилюється. Позитивним є симптом “прилиплої п’яти” — пацієнт не в змозі підняти і утримати випрямлену ногу, тому він згинає її в кульшовому та колінному суглобі, що призводить до ковзання п’яти по поверхні.
При варусних переломах великий вертлюг знаходиться вище лінії Розера – Нелатона, при вальгусних — нижче; лінія Шемакера при варусних проходить нижче пупка, при вальгусних — вище, визначається порушення рівнобедреного трикутника Бріана 

## Діагностика
- Рентгенологічне обстеження проводиться у двох проекціях. У зв’язку з больовим синдромом, бокова проекція проводиться в положенні пацієнта на спині при згинанні в колінному та кульшовому суглобах під кутом 90°.[1]
- Комп’ютерна томографія проводится для уточнення діагнозу, особливо при підозрі на вклинений перелом[1]

## Лікуваня

### Консеративне лікування

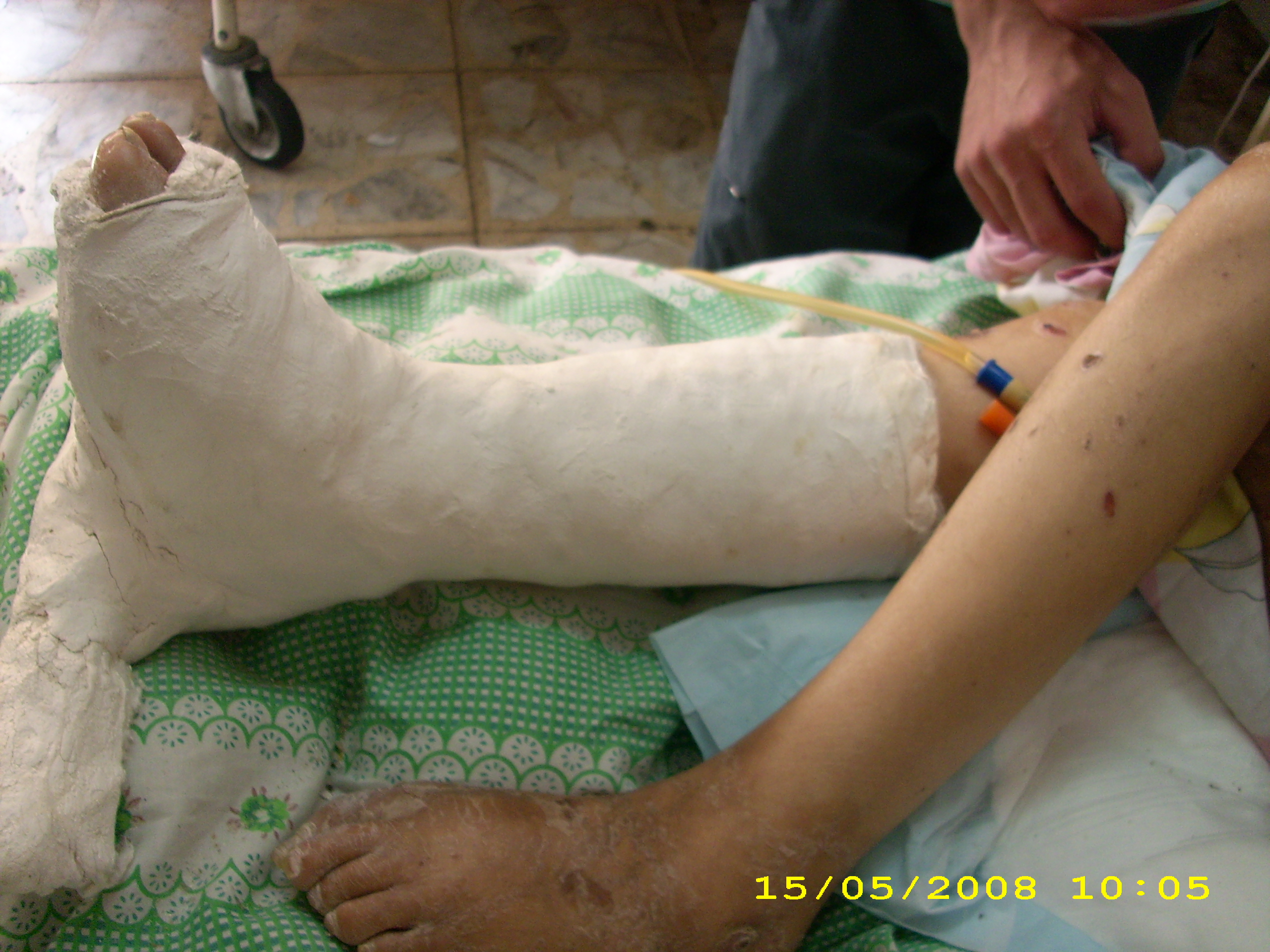
Гіпсова пов’язка - деротаційний чобіток

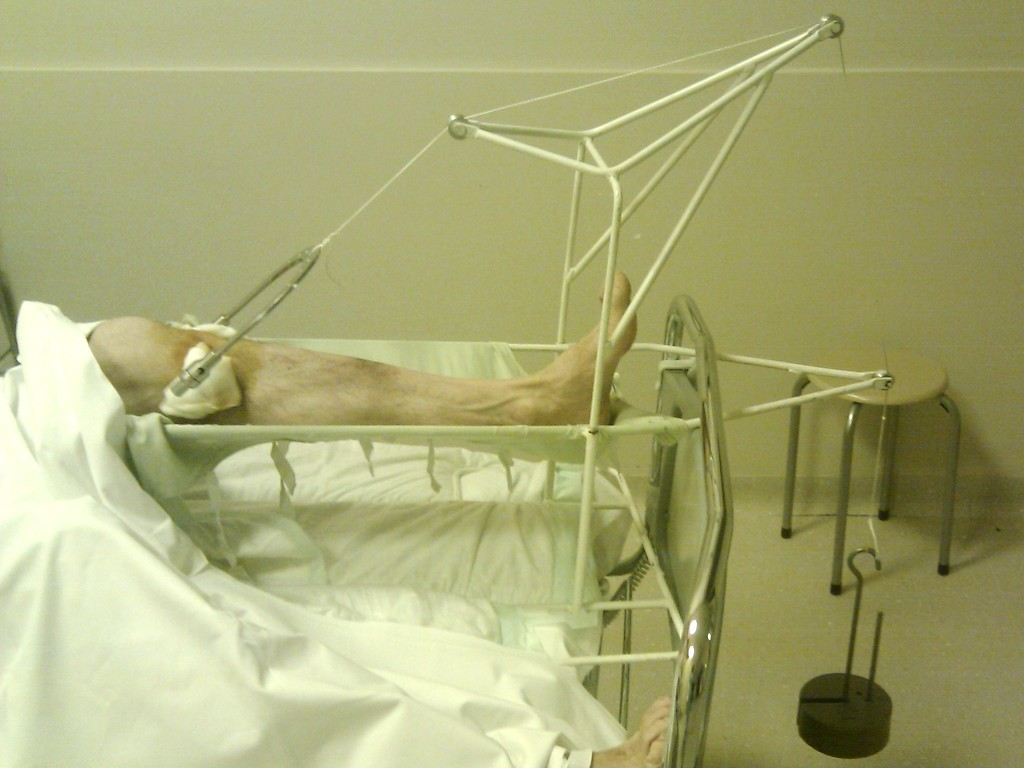
Лікування перелому шийки стегна методом скелетного витягнення

Реалізація консервативного методу потребує використання кокситної пов’язки (переломи без зміщення) або скелетного витягнення (2–3 місяці) та у подальшому кокситної пов’язки (переломи зі зміщенням). Однак вік пацієнтів, супутня патологія, термін консолідації (зрощення перелому), а головне — потреба в довготривалому ліжковому режимі унеможливлюють проведення консервативного методу лікування.
При неможливості проведення оперативного лікування (важкий загальний стан пацієнта) використовується метод ранньої мобілізації пацієнта. На фоні терапевтичних заходів, профілактики можливих ускладнень, усвідомлюючи вкорочення кінцівки і незрощення перелому, задля збереження життя хворого, після зменшення больового синдрому в суглобі, шляхом припинення ліжкового режиму проводять активізацію пацієнта: зміна положення в ліжку, сидіння з опущеними ногами на початку лікування, в подальшому (3–4 тиждень) стояння та хода за допомогою ходунків (милиць). В гострому періоді травми, для іммобілізація пошкодженої кінцівки використовують гіпсову пов’язку - "деротаційний чобіток" або аналогічні ортези. 

### Оперативне лікування
Адекватним методом лікування пацієнтів з переломами шийки стегнової кістки є оперативний, який реалізується двома способами: металоостеосинтезом та ендопротезуванням.
До 55 років метою оперативного лікування є: рання атравматична репозиція, компресія по лінії перелому та стабільна фіксація перелому (металоостеосинтез) — для можливості реваскуляризації лінії перелому та головки. В залежності від характеру перелому забезпечується різноманітними металевими конструкціями.
У людей похилого віку довготривалий період (8–10 місяців) виключення кінцівки з-під навантаження після проведеного металоостеосинтезу з частим розвитком несправжніх суглобів, асептичного некрозу головки внаслідок вікових слабких остеорепаративних та деваскулярних процесів, вимагає вибору іншого способу оперативного лікування — ендопротезування кульшового суглоба.

### Металоостеосинтез (МОС)
В залежності від типу перелома шийки стегна, переважно у молодих пацієнтів, використовуються наступні оперативні техніки:
- Металоостеосинтез 3-ма канюльованими гвинтами[4]
- Металоостеосинтез Femoral neck system (FNS) [4]
- Металоостеосинтез Динамічним стегновим гвинтом (DHS) з додтаковим антиротаційним гвинтом[4]

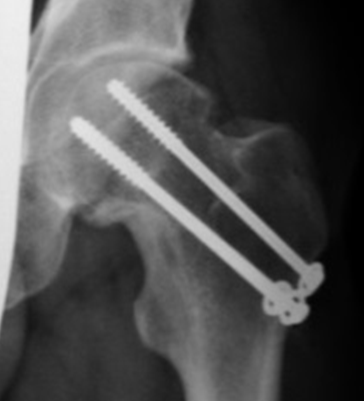
Металоостеосинтез перелома шийки стегнової кістки 3-ма канюльованими гвинтами (рентгенограмма)
Металоостеосинтез перелома шийки стегнової кістки імплантом DHS з додатковим антиротаційним гвинтом (рентгенограмма)
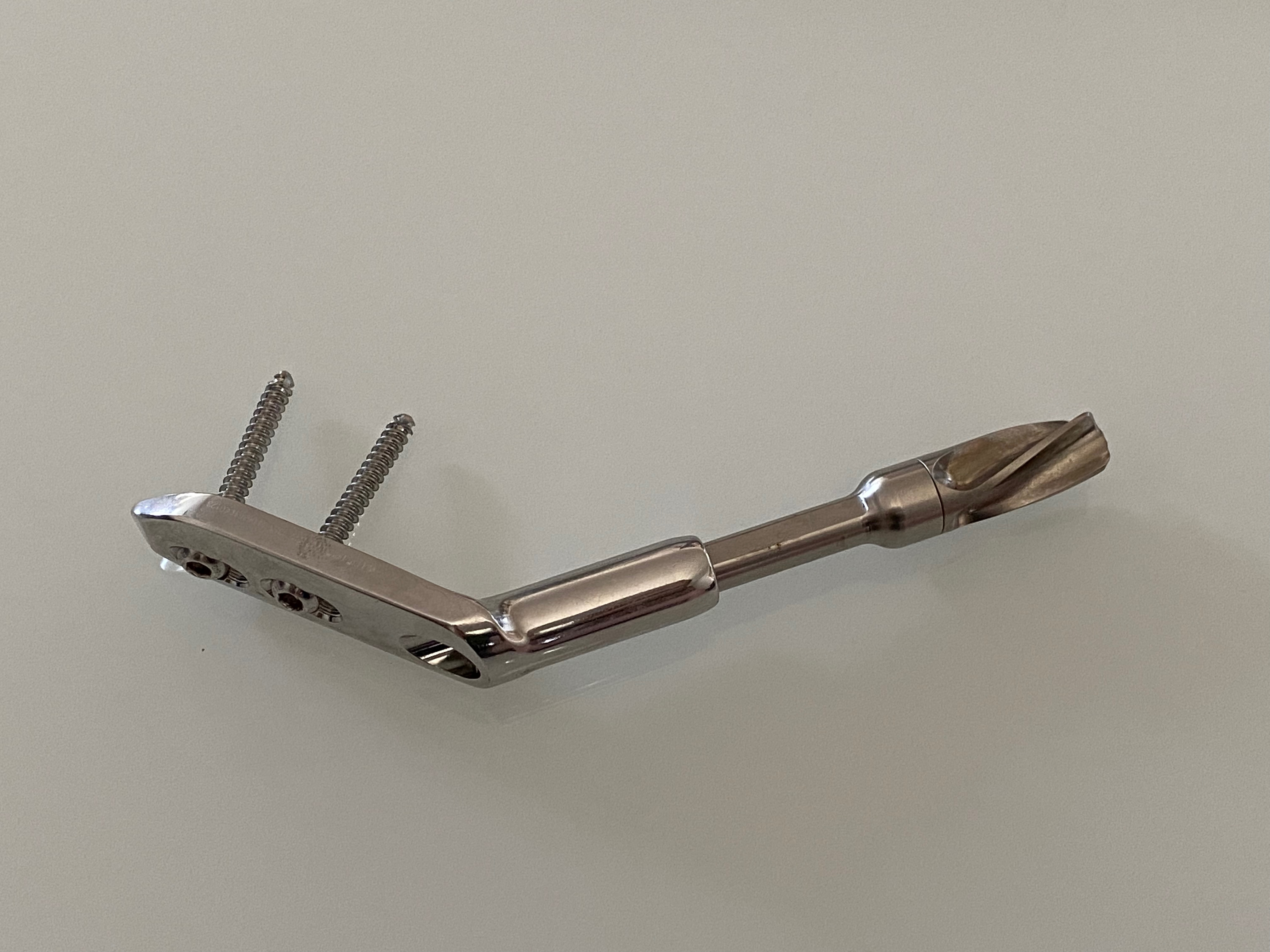
Динамічний стегновий гвинт (DHS)

### Ендопротезування кульшового суглоба
В залежності від загального стану здоров’я та загальної активності пацієнта та також наявності артрозниї змін у кульшовому суглобі, проводять настпуні оперативні втручання:
- Геміатропластика[4] (однополюсне ендопротезування[6]).
- Тотальне ендопротезування кульшового суглоба[4]

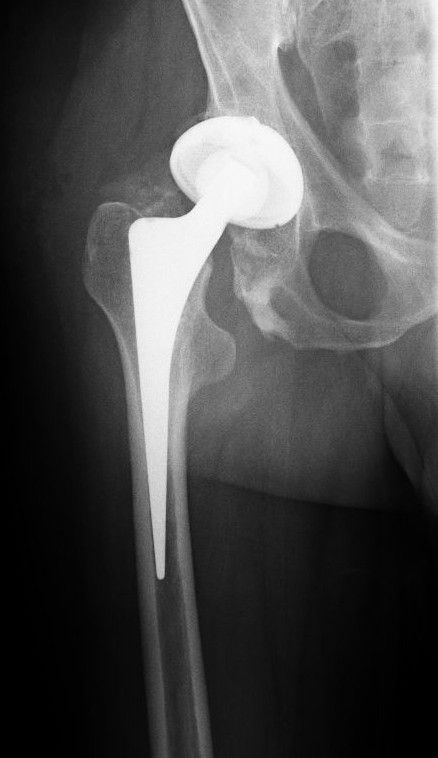
Тотальне безцементне ендопротезування кульшового суглоба (рентгенограмма)
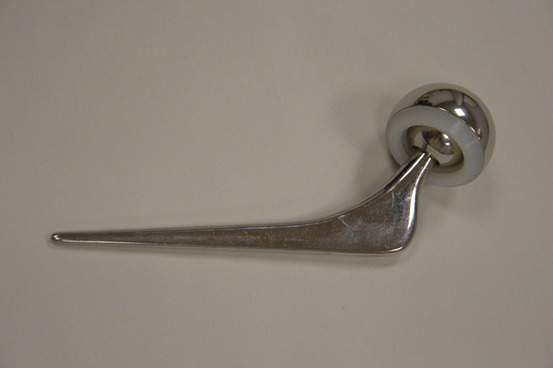
Вигляд ендопротеза кульшового суглоба